# Gussun Oyoyo
Gussun Oyoyo é um videogame desenvolvido pela Banpresto para arcade. Suas continuações (Super Gussun Oyoyo e Super Gussun Oyoyo 2) foram lançadas para Super Famicom (equivalente japonês ao Super Nintendo), e um remake foi feito para Playstation, WII e Sega Saturn. O jogo trata de um puzzle, onde você deve fazer o bonequinho Gussun andar até a saída, enquanto caem peças estilo Tetris. O jogador não pode controlar o boneco (que se move sozinho), só as peças de Tetris. O máximo que se pode fazer para mover Gussun é empurrá-lo com as peças de Tetris, mas assim que elas atingem o chão, ficam imóveis. As vezes, bombas caem, e elas podem ser usadas para destruir inimigos ou peças de Tetris incomodas.
O boneco é bastante "medroso", e sai correndo quando encosta numa das peças.
Após um certo tempo, água começa a subir pelo cenário, e o jogador deve apressar-se para fazer o boneco andar até a saída, ou ele morrerá afogado.
O boneco morre quando:
- 1) Encosta num inimigo.
- 2) É esmagado por uma peça de Tetris.
- 3) Quando cai num buraco.
- 4) Quando o nível da água está num ponto acima de sua boca.
- 5) Ao esbarrar em uma parte letal do cenário (espinhos, por exemplo).

Mistérios da vida, apesar de brilhante, o jogo não foi lançado fora do Japão, e é muito pouco conhecido.